# St. Stephanus (Haiming)

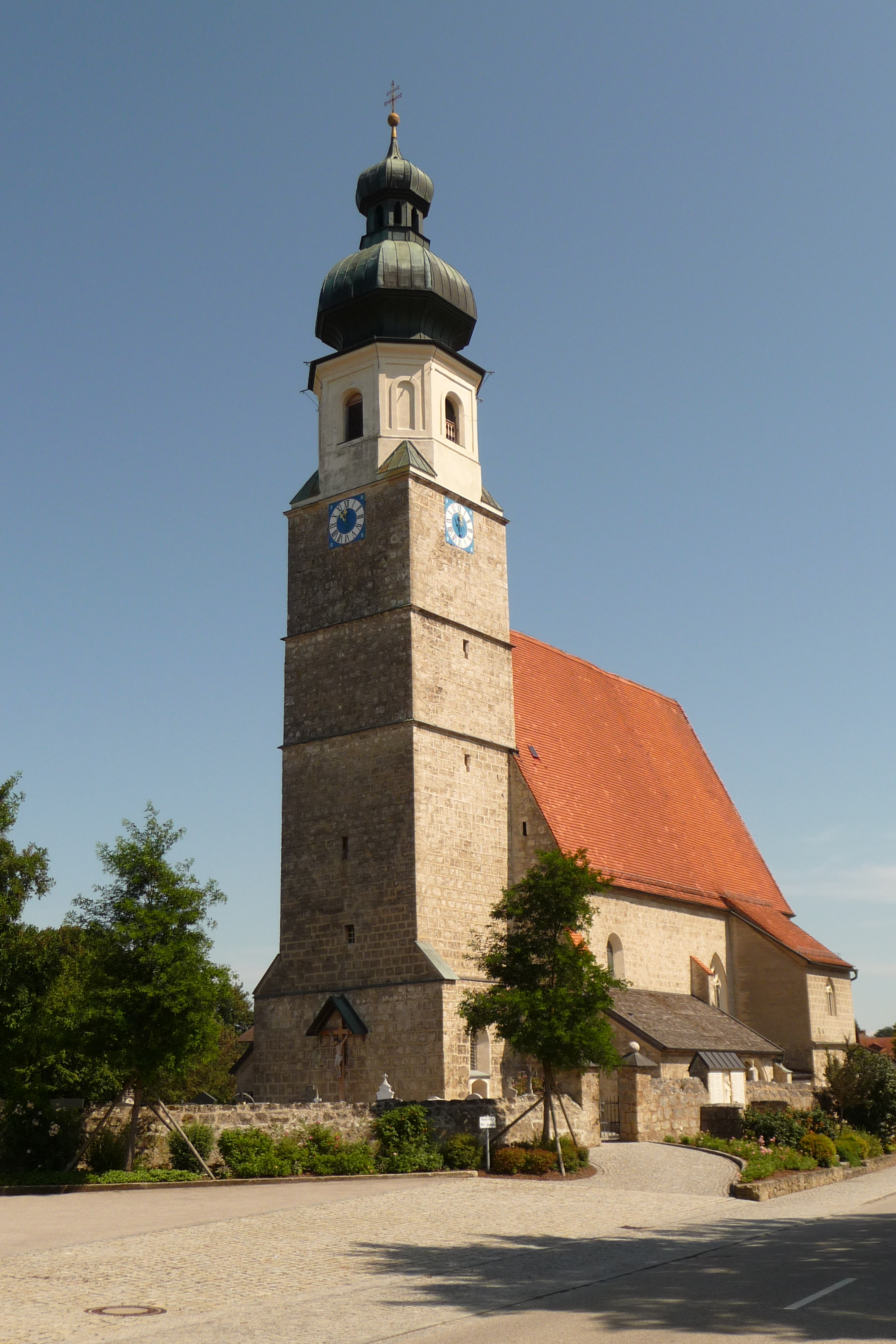
St. Stephanus in Haiming

Die römisch-katholische Pfarrkirche St. Stephanus ist ein Baudenkmal im oberbayerischen Haiming im Landkreis Altötting.

## Geschichte
Das spätgotische Bauwerk wurde 1485 von Hans Pranthueber erbaut und von Hans Wechselberger eingewölbt. Das Turmobergeschoss ist aus dem Jahr 1727. Der Innenraum der Kirche wurde 2004/05 renoviert.

## Baubeschreibung
St. Stephanus ist eine Saalkirche mit eingezogenem Chor mit zwei Jochen und Dreiachtelschluss. Das Langhaus ist dreijochig. Der Turm an der Westseite hat einen kurzen Oktogonaufsatz mit barocker Zwiebelhaube. Das Netzgewölbe im Innern über Runddiensten zeigt freigelegte florale Malereien. Die Kirche ist mit Maßwerkfenstern ausgestattet. Auch in der Brüstung der gotischen Holzempore auf gedreht geschnitzten Pfeilern finden sich Maßwerk- und Gitterschnitzereien mit Resten der alten Fassung. Die Friedhofsummauerung ist aus Tuffquadern und datiert auf das 16./17. Jahrhundert.

## Ausstattung
In dem gotischen Altar finden sich Reliefs aus dem Ende des 15. Jahrhunderts. Aus der gleichen Zeit sind die geschnitzten Figuren an der Chorbogenwand. Sie stellen die Heiligen Sebastian und Johannes den Täufer dar.

## Grabdenkmale
Zahlreiche Grabsteine sind bemerkenswert, darunter ein Wappengrabstein für Jörg Pfäffenbeck († 1486) von dem Burghauser  Steinmetz Franz Sickinger, sowie ein figürlicher Rittergrabstein für Sebastian Pelkofer († 1531). In der Südmauer sind vier klassizistische Grabsteine angebracht. Ein eisernes Grabdenkmal für von Berchem ist aus der Zeit um 1835. Erwähnenswert ist auch das neugotische Priestergrabdenkmal für Heitzmannsberger sowie ein neugotisches Grabdenkmal für von Ow und von Berchem um 1855.

## Turmuntergeschoss
Der Raum im Turmuntergeschoss war früher eine Kapelle und dient nun als Eingangsvorhalle. Es handelt sich um einen hohen, durch Maßwerkfenster belichteten, barocken Raum mit einem Kreuzgratgewölbe. Der Akanthusstuck im Stile von Nikolaus Liechenfurtner ist aus der Zeit um 1710/20. Die Kartuschenfresken stammen teilweise aus der Zeit um 1715, sind zum Teil aber auch neueren Datums. Die an der Ostwand freigelegte gotische Malerei zeigt die Kreuzigung mit  Maria und Johannes.